# Aston Clinton
Aston Clinton est une paroisse civile et un village du Buckinghamshire, en Angleterre.